# Berliner Fenster

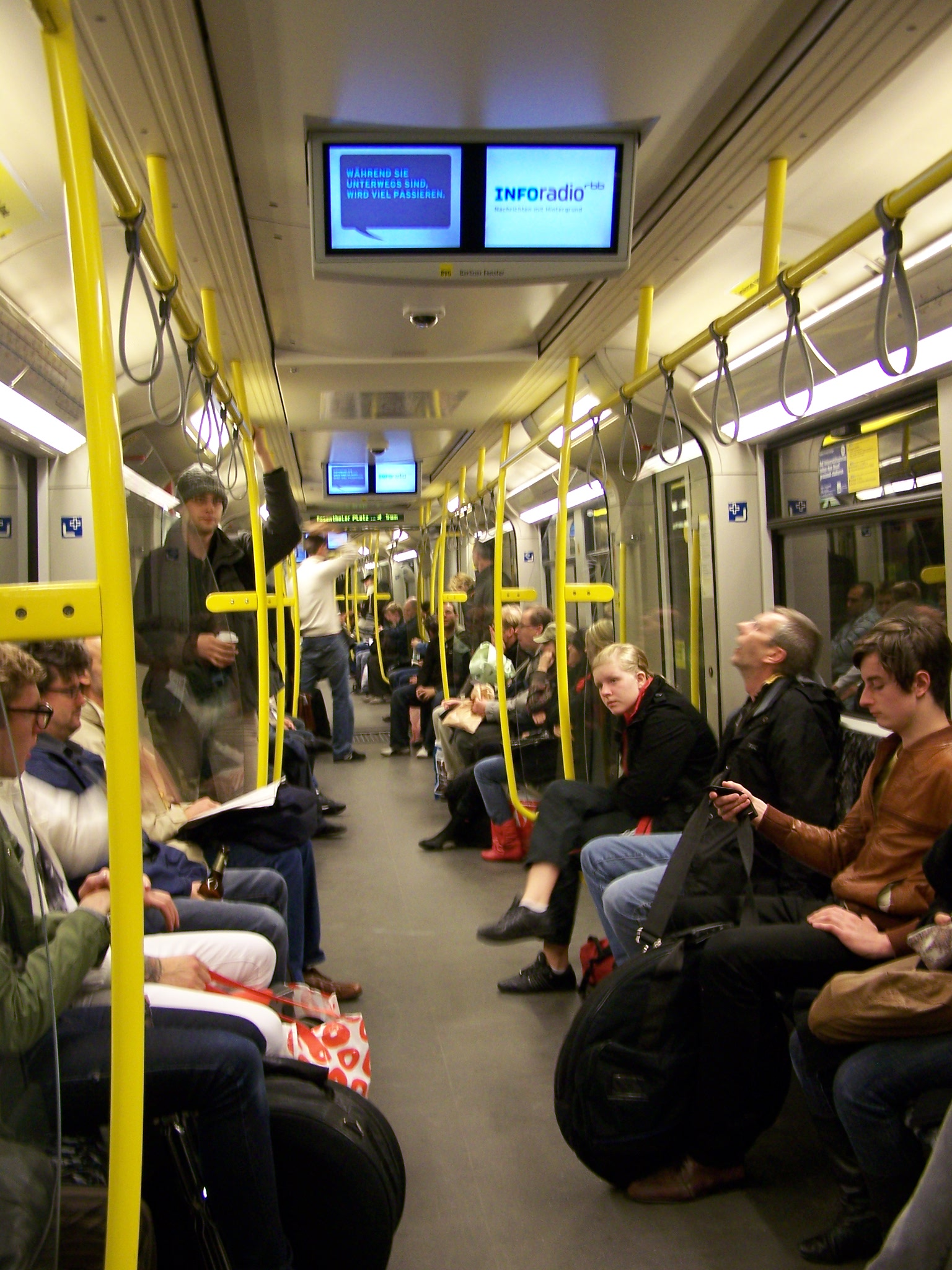
Ein Großteil der Berliner U-Bahn-Fahrzeuge ist mit dem Fahrgastfernsehen ausgestattet

Das Berliner Fenster ist ein durch die Berliner Fenster GmbH betriebenes Fahrgastfernsehen in den Berliner U-Bahnen. Über ein Monitorsystem werden Nachrichten, Veranstaltungshinweise und Werbung gezeigt.

## Geschichte
Die Idee für das System entstand 1997, es wurde im Jahr 2000 realisiert. Bereits in den Jahren 1999/2000 wurde es in der Berliner S-Bahn erprobt. Dabei wurde das System ebenfalls dazu genutzt, die Fahrgäste auf die folgende Station aufmerksam zu machen.

## Das Programm
Die 15 Minuten lange Sendeschleife wird mehrmals täglich aktualisiert und besteht zu ungefähr jeweils einem Drittel aus Nachrichten, Werbung und selbst produziertem Magazin. Die Sendeschleife des Berliner Fensters enthält Welt- und Regionalnachrichten, Sport, Kultur, Wetter, Veranstaltungshinweise, Ausflugstipps, Musik- und Kinotipps, Werbung und Fahrgastinformationen. Für die aktuellen Nachrichten sorgen der Nachrichtensender Welt und die Berliner Tageszeitung B.Z., Sportnachrichten liefert das zweimal wöchentlich erscheinende Sportmagazin Kicker.
Es gibt auch verschiedene Aktionen. So gibt es neben dem Buch- bzw. CD-Tipp der Woche für die Fahrgäste die Möglichkeit, ein „Foto des Tages“ einzuschicken. Im Rahmen des Filmfestivals Going Underground werden im Berliner Fenster außerdem selbst gedrehte Kurzfilme gezeigt.
Seit dem 25. Februar 2019 kommt ein neues Layout des Berliner Fensters zum Einsatz. Auf dem linken Bildschirm zeigt ein Fahrgastinformationssystem der BVG die folgenden Stationen sowie die Endstation der aktuellen Linie. Zudem werden Live-Abfahrtszeiten des nächsten Bahnhofs gezeigt. Auf dem rechten Bildschirm läuft weiterhin das übliche Programm des Berliner Fensters.

## Technik
Um die permanente Übertragung großer Datenmengen in die mobilen Empfänger der Fahrzeuge zu ermöglichen, wird mit dem „Digital Multimedia Broadcasting“-System gesendet. Die Übertragung der Daten erfolgt über Lichtwellenleiterkabel in die U-Bahnhöfe. Dort werden sie in digitale Funksignale umgewandelt und in den einzelnen Zügen empfangen. Über Server gelangen sie dann zu den Bildschirmen.

## Das Berliner Fenster als Werbeplattform

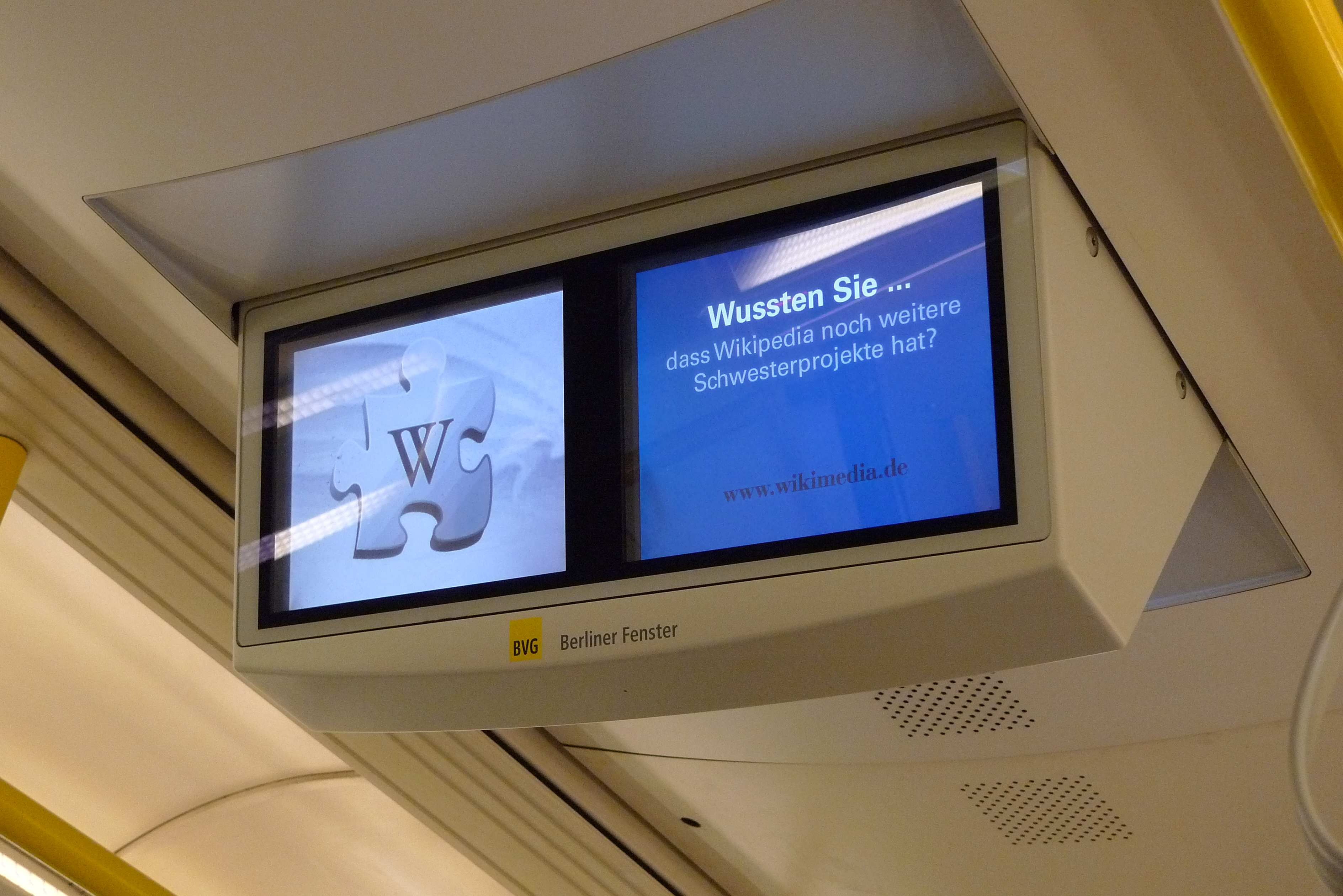
Wikipedia-Hinweis im Berliner Fenster

Das Berliner Fenster gehört im Bereich der Außenwerbung (Out-of-Home-Medien) zu den elektronischen Transportmedien. Durch die Verbreitung in den Bahnen der BVG hat das Berliner Fenster eine starke Präsenz in der Öffentlichkeit. Es läuft ohne Ton, um durch weniger Störung eine höhere Akzeptanz bei den Fahrgästen zu erreichen.
Das Berliner Fenster erreicht täglich 1,5 Millionen Fahrgäste in Berlin (Stand: 2008). Auch Live-Sendungen sind innerhalb des Regelbetriebs möglich.